# Deutsche Futsal-Meisterschaft 2018
Die Deutsche Futsal-Meisterschaft 2018 war die 13. Auflage der deutschen Meisterschaft im Futsal. Die Endrunde fand in der Zeit vom 10. März bis 29. April 2018 statt. Der VfL 05 Hohenstein-Ernstthal sicherte sich erstmals den Meistertitel. Titelverteidiger SSV Jahn Regensburg scheiterte bereits in der Vorrunde.

## Teilnehmer
Für die Deutsche Futsal-Meisterschaft qualifizierten sich die Meister und Vizemeister der Regionalverbände Nord, Nordost, Südwest und West sowie der Meister des Süddeutschen Fußball-Verbandes. Der Vizemeister der Regionalliga Süd SSV Jahn Regensburg muss ein Play-off-Spiel gegen den Sieger des Süddeutschen Futsal-Pokals Türkspor Nürnberg bestreiten.
| Platz | Nord                  | West                       | Südwest                   | Nordost                     | Süd            |
| 1     | HSV-Panthers          | Futsal Panthers Köln       | Futsal Club Warriors Saar | VfL 05 Hohenstein-Ernstthal | TSV Weilimdorf |
| 2     | Hamburger Futsal-Club | MCH Futsal Club Sennestadt | TSG 1846 Bretzenheim      | 1894 Berlin                 | –              |

## Modus
Die fünf Regionalmeister und der Vizemeister des besten Regionalverbandes sind automatisch für das Viertelfinale qualifiziert. Zur Ermittlung des besten Regionalverbandes wird eine Leistungstabelle herangezogen, bei der das Abschneiden der Mannschaften bei den drei letzten ausgetragenen deutschen Meisterschaften berücksichtigt wird. Die vier anderen Vizemeister greifen bereits in der Vorrunde in das Turnier ein. Dabei trifft der Vizemeister des zweitbesten Regionalverbandes auf den des fünftbesten und der Vizemeister des drittbesten Regionalverbandes auf den des viertbesten. Die Partien ab dem Viertelfinale wurden durch eine Auslosung am 12. März 2018 festgelegt. Die Lose wurden von Marcel Loosveld, dem Bundestrainer der deutschen Futsalnationalmannschaft gezogen.

## Spielplan

### Play-off
Gespielt wurde am 11. März 2018.
|                     | Ergebnis |                   |
| ------------------- | -------- | ----------------- |
| SSV Jahn Regensburg | 11:3     | Türkspor Nürnberg |

### Vorrunde
Gespielt wurde am 24. März 2018. 1894 Berlin setzte sich erst im Sechsmeterschießen gegen Bretzenheim durch. Titelverteidiger Regensburg konnten seinen Heimvorteil nicht nutzen und verlor gegen Sennestadt.
|                     | Ergebnis       |                            |
| ------------------- | -------------- | -------------------------- |
| 1894 Berlin         | 4:4 (3:1 i.S.) | TSG Bretzenheim            |
| SSV Jahn Regensburg | 1:4            | MCH Futsal Club Sennestadt |

### Viertelfinale
Gespielt wurde am 7. April 2018.
|                            | Ergebnis |                             |
| -------------------------- | -------- | --------------------------- |
| HSV-Panthers               | 7:3      | Futsal Club Warriors Saar   |
| MCH Futsal Club Sennestadt | 0:3      | VfL 05 Hohenstein-Ernstthal |
| 1894 Berlin                | 2:7      | TSV Weilimdorf              |
| Futsal Panthers Köln       | 8:2      | Hamburger Futsal-Club       |

### Halbfinale
Gespielt wurde am 14. und 15. April 2018.
|                | Ergebnis |                             |
| -------------- | -------- | --------------------------- |
| TSV Weilimdorf | 3:7      | Futsal Panthers Köln        |
| HSV-Panthers   | 2:5      | VfL 05 Hohenstein-Ernstthal |

### Finale
Gespielt wurde am 28. April 2018 in der BallsportArena in Dresden vor 1.027 Zuschauern.
|                      | Ergebnis  |                             |
| -------------------- | --------- | --------------------------- |
| Futsal Panthers Köln | 5:6 n. V. | VfL 05 Hohenstein-Ernstthal |